# Sarhua (distrito)
Sarhua é um distrito do Peru, departamento de Ayacucho, localizada na província de Victor Fajardo.

## Transporte
O distrito de Sarhua é servido pela seguinte rodovia:
- PE-30D, que liga o distrito de Palpa (Região de Ica) à cidade de Los Morochucos (Região de Ayacucho)[1][2][3]